# Wesley Sneijder
Wesley Sneijder (* 9. Juni 1984 in Utrecht) ist ein ehemaliger niederländischer Fußballspieler. Er ist Rekordspieler der niederländischen Nationalmannschaft, mit der er zwischen 2003 und 2018 134 Länderspiele bestritt und an den Weltmeisterschaften 2006, 2010 und 2014 sowie an den Europameisterschaften 2004, 2008 und 2012 teilnahm. Darüber hinaus gewann Sneijder in vier europäischen Ligen den jeweiligen Landesmeistertitel.

## Karriere

### Im Verein
Sneijder trat mit sieben Jahren in die Akademie von Ajax Amsterdam ein, in der bereits sein älterer Bruder Jeffrey trainierte. Sein Profiligadebüt absolvierte Sneijder mit Ajax beim 6:0-Auswärtssieg gegen Willem II Tilburg am 2. Februar 2003. Sein erstes Tor erzielte er am 5. März 2003 beim 4:1-Heimerfolg gegen den FC Groningen.
Im August 2007 wechselte Sneijder für 27 Millionen Euro zum spanischen Rekordmeister Real Madrid in die Primera División, bei dem er einen Vertrag bis 2012 unterschrieb. Für Ajax Amsterdam war dies die bis dahin höchste jemals kassierte Ablösesumme für einen Spieler. Bei Real Madrid trug er zunächst die Rückennummer 23, erhielt aber nach einem Jahr die Spielmachernummer 10. In den ersten drei Ligaspielen für Real erzielte Sneijder vier Tore und sicherte sich einen Stammplatz.

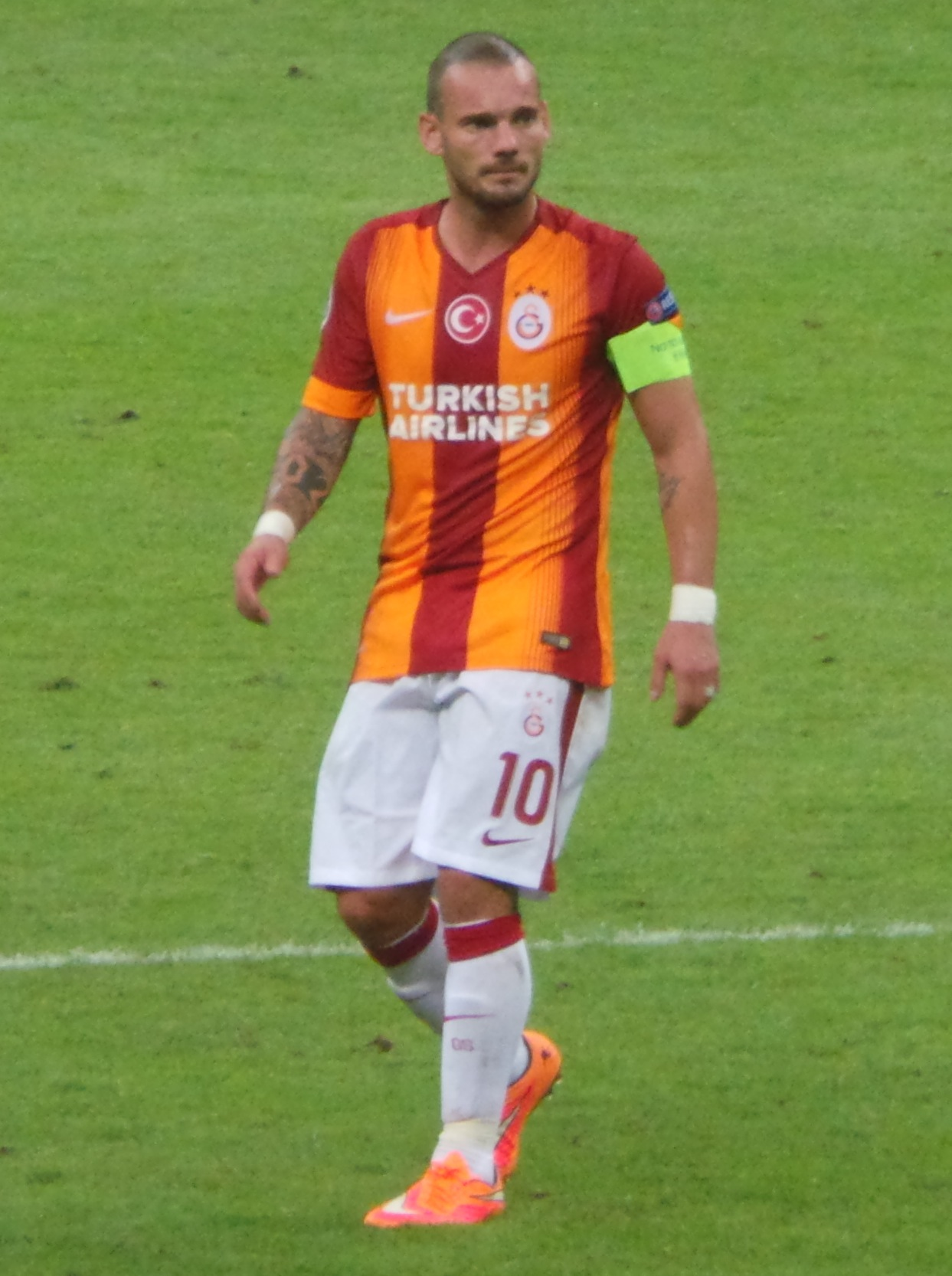
Wesley Sneijder im Trikot von Galatasaray (2014)

Im August 2009 verpflichtete Inter Mailand Sneijder für eine Transfersumme von ca. 15 Millionen Euro. Bei Inter unterschrieb er einen Vierjahresvertrag und erhielt wie in Madrid die Rückennummer 10. Am 3. Oktober 2009 erzielte er gegen Udinese Calcio in der 93. Minute mit dem 2:1 im Giuseppe-Meazza-Stadion sein erstes Tor für Inter. Mit Inter gewann Sneijder 2010 das Triple aus Meisterschaft, Pokal und Champions League. Im Champions-League-Finale gegen Bayern München bereitete er das 1:0 durch Diego Milito vor. Für seine Leistungen wurde Sneijder u. a. mit dem Titel UEFA-Mittelfeldspieler des Jahres ausgezeichnet.
Ende 2012 wollte Inter Mailand Sneijders Vertrag verlängern, aber zu geringeren Bezügen. Da Sneijder ablehnte, kam er nicht mehr zum Einsatz. Am 22. Januar 2013 wechselte er in die Süper Lig zu Galatasaray Istanbul. Sein Vertrag bei dem türkischen Erstligisten lief bis zum 30. Juni 2018.
Sein Debüt für Galatasaray gab Sneijder am 27. Januar 2013 im Derby gegen Beşiktaş Istanbul, wo er in der zweiten Hälfte der Partie für Emre Çolak eingewechselt wurde. Das Spiel konnten die Löwen mit 2:1 für sich entscheiden. Am 5. Mai 2013 feierte er mit Galatasaray die türkische Meisterschaft. In der Saison 2013/14 schoss er seinen Verein am letzten Spieltag gegen Juventus Turin im direkten Duell ins Achtelfinale der Champions League. Das Spiel, das wegen starken Schneefalls abgebrochen wurde und am nächsten Tag weitergeführt werden musste, entschied er in der 85. Spielminute. Zudem gewann Galatasaray gegen Eskisehirspor am 7. Mai 2014 den türkischen Pokal. Das einzige Tor erzielte Wesley Sneijder. Des Weiteren schaffte es der Niederländer am 19. Spieltag, als erster Spieler in der Türk Telekom Arena einen Hattrick zu erzielen.
In der darauffolgenden Saison gewann Sneijder mit den "Löwen" die 20. Meisterschaft in der Vereinsgeschichte und holte den Pokal. Die nächste Spielzeit beendete Galatasaray zwar auf dem enttäuschenden 6. Platz, jedoch konnte man den Supercup und zum dritten Mal in Folge den Pokal gewinnen. Am 14. Juli 2017 wurde sein Vertrag mit Galatasaray Istanbul vorzeitig aufgelöst.
Im August 2017 wechselte Sneijder zum OGC Nizza und bereits im Januar 2018 zum al-Gharafa Sports Club nach Katar.
Im August 2019 gab Sneijder im Alter von 35 Jahren das Ende seiner aktiven Karriere bekannt.

### In der Nationalmannschaft
Sein erstes Spiel für die niederländische A-Auswahl absolvierte Sneijder am 30. April 2003 gegen Portugal, davor war er bereits bei der U21 zum Einsatz gekommen. Als Ersatzspieler nahm Sneijder an der EM 2004 teil, bei der er zu zwei Einsätzen kam.
Bei der WM 2006 gehörte er zur Stammformation der Niederländer und stand auch bei der EM 2008 im Kader der Nationalmannschaft. In den ersten zwei Gruppenspielen gegen Frankreich und Italien erzielte er jeweils ein Tor und wurde zum Spieler des Tages gekürt.
Anfang Juni 2010 wurde er in den Kader für die Weltmeisterschaft 2010 in Südafrika berufen. Dort traf er fünfmal: In der Vorrunden-Begegnung gegen Japan zum 1:0, im Achtelfinale gegen die Slowakei zum 2:0, er schoss beide Tore beim 2:1-Viertelfinalsieg gegen Brasilien sowie den zwischenzeitlichen 2:1-Führungstreffer beim 3:2-Halbfinalsieg gegen Uruguay. Im Finale mussten sich die Niederlande Spanien mit 0:1 geschlagen geben. Dennoch wurde Sneijder in vier von sieben Spielen zum Man of the Match ernannt und nach dem Turnier mit dem Silbernen Ball als zweitbester Spieler und mit dem Bronzenen Schuh als drittbester Torschütze ausgezeichnet.
Bei der EM 2012 war Sneijder Stammspieler jener niederländischen Mannschaft, die zum ersten Mal mit null Punkten aus einem EM-Turnier ausgeschieden war. Sneijder habe nach Medieneinschätzung als einziger Spieler der Niederlande versucht, gegen den schlechten Teamgeist und Individualismus der Mannschaft anzukämpfen.
Am 14. August 2012 wurde Sneijder zum Kapitän der niederländischen Nationalmannschaft ernannt. Er folgte damit Mark van Bommel nach, der nach dem Ausscheiden in der Vorrunde bei der EM 2012 zurückgetreten war.
Am 4. Juni 2017 egalisierte er zunächst mit seinem 130. Länderspiel den Rekord von Edwin van der Sar und überbot ihn fünf Tage später an seinem 33. Geburtstag.
Nachdem Sneijder im November 2017 sein 133. Länderspiel bestritten hatte, verkündete er im März 2018 seinen Rücktritt aus der Nationalmannschaft. Am 6. September 2018 verabschiedete sich Sneijder bei einem 2:1-Testspielsieg gegen Peru in seinem 134. Länderspiel aus der Elftal.

### Spielstil
Sneijder galt als einer der letzten echten "10er" des modernen Fußballs. Er konnte sowohl im zentralen wie auch im linken und rechten Mittelfeld vielseitig eingesetzt werden. Ihn zeichneten vor allem der präzise wie kraftvolle Schuss aus, trotz seiner oft als zu schmächtig bezeichneten Figur (170 cm, 67 kg). Außerdem war er schwer vom Ball zu trennen und überraschte regelmäßig mit kreativen sowie genauen Pässen in die Spitze. Aufgrund seiner präzisen Weitschüsse und Freistöße trug er den Spitznamen Sniper (Scharfschütze).

## Privates
Sneijder hat einen älteren Bruder, Jeffrey Sneijder, der ebenfalls Profifußballer war. Sein jüngerer Bruder Rodney Sneijder (* 1991) spielte bisher zuletzt für Dundee FC.
Er war von 2005 bis 2009 mit Ramona Streekstra verheiratet. Aus der Ehe ging ein Sohn hervor, dem er seine Tätowierung auf seinem linken Unterarm gewidmet hat. Sneijder konvertierte im Jahr 2010, während seiner Zeit in Italien, vom Protestantismus zum römisch-katholischen Glauben. Im gleichen Jahr heiratete er Yolanthe Cabau van Kasbergen, eine spanisch-niederländische Schauspielerin. Am 15. Oktober 2015 wurde Sneijder zum zweiten Mal Vater.

## Erfolge/Titel

### Verein
Ajax Amsterdam
- Niederländischer Meister: 2003/04
- Niederländischer Pokalsieger: 2005/06, 2006/07
- Niederländischer Supercupsieger: 2005, 2006

Real Madrid
- Spanischer Meister: 2007/08
- Spanischer Supercupsieger: 2008

Inter Mailand
- Italienischer Meister: 2009/10
- Italienischer Pokalsieger: 2009/10, 2010/11
- Italienischer Supercupsieger: 2010
- Champions-League-Sieger: 2009/10
- FIFA-Klub-Weltmeister: 2010

Galatasaray Istanbul
- Türkischer Meister: 2012/13, 2014/15
- Türkischer Pokalsieger: 2013/14, 2014/15, 2015/16
- Türkischer Supercupsieger: 2013, 2015, 2016

### Nationalmannschaft
- Vize-Weltmeister: 2010
- Dritter bei der Weltmeisterschaft: 2014

## Ehrungen
- Weltfußballer des Jahres: 4. Platz 2010
- Johan Cruijff Prijs: 2004
- Fußball-Europameisterschaft 2008 All-Star-Team[17]
- Silberner Ball als zweitbester Spieler bei der WM 2010
- Bronzener Schuh als drittbester Torschütze bei der WM 2010
- Fußball-Weltmeisterschaft 2010 All-Star-Team
- UEFA-Mittelfeldspieler des Jahres: 2010
- UEFA Team of the Year: 2010
- FIFA FIFPro World XI: 2010

## Saisonstatistik
| Verein                 | Liga               | Saison          | Liga   | Liga | Nat. Pokal | Nat. Pokal | Europapokal | Europapokal | Andere | Andere | Gesamt | Gesamt |
| Verein                 | Liga               | Saison          | Spiele | Tore | Spiele     | Tore       | Spiele      | Tore        | Spiele | Tore   | Spiele | Tore   |
| ---------------------- | ------------------ | --------------- | ------ | ---- | ---------- | ---------- | ----------- | ----------- | ------ | ------ | ------ | ------ |
| Ajax Amsterdam         | Eredivisie         | 2002/03         | 17     | 4    | 3          | 1          | 3           | 0           | -      | -      | 23     | 5      |
| Ajax Amsterdam         | Eredivisie         | 2003/04         | 30     | 9    | 1          | 0          | 7           | 1           | -      | -      | 38     | 10     |
| Ajax Amsterdam         | Eredivisie         | 2004/05         | 30     | 7    | 3          | 1          | 7           | 0           | 1      | 1      | 41     | 9      |
| Ajax Amsterdam         | Eredivisie         | 2005/06         | 19     | 5    | 3          | 2          | 7           | 4           | 2      | 1      | 31     | 12     |
| Ajax Amsterdam         | Eredivisie         | 2006/07         | 30     | 18   | 4          | 1          | 9           | 1           | 4      | 2      | 47     | 22     |
| Gesamt                 | Gesamt             | Gesamt          | 126    | 43   | 14         | 5          | 33          | 6           | 7      | 4      | 180    | 58     |
| Real Madrid            | Primera División   | 2007/08         | 30     | 9    | 2          | 0          | 5           | 0           | 1      | 0      | 38     | 9      |
| Real Madrid            | Primera División   | 2008/09         | 22     | 2    | 2          | 0          | 4           | 0           | -      | -      | 28     | 2      |
| Gesamt                 | Gesamt             | Gesamt          | 52     | 11   | 4          | 0          | 9           | 0           | 1      | 0      | 66     | 11     |
| Inter Mailand          | Serie A            | 2009/10         | 26     | 4    | 4          | 1          | 11          | 3           | -      | -      | 41     | 8      |
| Inter Mailand          | Serie A            | 2010/11         | 25     | 4    | 2          | 0          | 9           | 3           | 3      | 0      | 39     | 7      |
| Inter Mailand          | Serie A            | 2011/12         | 20     | 4    | 2          | 0          | 5           | 0           | 1      | 1      | 28     | 5      |
| Inter Mailand          | Serie A            | 2012/13         | 5      | 1    | -          | -          | 3           | 1           | -      | -      | 8      | 2      |
| Gesamt                 | Gesamt             | Gesamt          | 76     | 13   | 8          | 1          | 28          | 7           | 4      | 1      | 116    | 22     |
| Galatasaray SK         | Süper Lig          | 2012/13         | 12     | 3    | -          | -          | 4           | 1           | -      | -      | 16     | 4      |
| Galatasaray SK         | Süper Lig          | 2013/14         | 28     | 12   | 6          | 3          | 7           | 2           | 1      | 0      | 42     | 17     |
| Galatasaray SK         | Süper Lig          | 2014/15         | 31     | 10   | 6          | 3          | 6           | 1           | 1      | 0      | 44     | 14     |
| Galatasaray SK         | Süper Lig          | 2015/16         | 25     | 5    | 6          | 0          | 8           | 0           | 1      | 0      | 40     | 5      |
| Galatasaray SK         | Süper Lig          | 2016/17         | 19     | 2    | 4          | 0          | -           | -           | 1      | 0      | 24     | 2      |
| Gesamt                 | Gesamt             | Gesamt          | 115    | 32   | 22         | 6          | 25          | 4           | 4      | 0      | 166    | 42     |
| al-Gharafa Sports Club | Qatar Stars League | 2017/18         | 10     | 8    | -          | -          | -           | -           | 1      | 1      | 11     | 9      |
| al-Gharafa Sports Club | Qatar Stars League | 2018/19         | 11     | 6    | -          | -          | -           | -           | 5      | 1      | 16     | 7      |
| Gesamt                 | Gesamt             | Gesamt          | 21     | 14   | -          | -          | -           | -           | 6      | 2      | 27     | 16     |
| Karriere Gesamt        | Karriere Gesamt    | Karriere Gesamt | 377    | 111  | 48         | 12         | 95          | 17          | 22     | 7      | 556    | 149    |

* Stand: Karriereende (Quellen: national-football-teams.com, footballdatabase.eu)